# Clinotanypus claripennis
Clinotanypus claripennis är en tvåvingeart som beskrevs av Jean-Jacques Kieffer 1918. Clinotanypus claripennis ingår i släktet Clinotanypus och familjen fjädermyggor. Inga underarter finns listade i Catalogue of Life.